# Carl Reuleaux
Carl Reuleaux  (* 8. Dezember 1826 in Eschweiler-Pumpe; † 21. Mai 1902 in München) war ein deutscher Ingenieur und Dichter und älterer Bruder des Ingenieurs Franz Reuleaux.

## Leben
Nach dem frühen Tod seines Vaters, der Maschinenfabrikant war, zog Carl Reuleaux mit seiner Mutter und seinen Brüdern 1833 nach Koblenz. Nach der Schulausbildung beschäftigte er sich mit dem Hüttenfach. Als kleiner Beamter ging er zur Sayner Hütte bei Koblenz und studierte später an der polytechnischen Schule in Karlsruhe. Dort wurde er im Wintersemester 1852/53 Mitglied der Burschenschaft Germania Karlsruhe. Nach Beendigung des Studiums wurde er durch das preußische Kriegsministerium engagiert. Carl Reuleaux war an der Errichtung einer neuen Geschütz- und Munitionsgießerei in Spandau beteiligt, wo er jahrelang unter Major Schür arbeitete.
Nach dem Bau und der Inbetriebnahme der Gießerei verließ Carl Reuleaux Spandau und siedelte nach Turin um. Er wurde durch Vermittlung des Grafen Camillo Cavour vom italienischen Kriegsministerium zur Neuerrichtung und Umgestaltung der dortigen Geschütz- und Munitionsgießerei berufen. Carl Reuleaux blieb zwölf Jahre in Turin. Neben der Gießerei war er federführend an der Einführung der hoffmannschen Ringöfen in Italien beteiligt. Danach ging Carl Reuleaux in den Ruhestand, siedelte nach München um und widmete sich hauptsächlich der Poesie.

## Literarische Werke
- Fabeln, Romanzen und Balladen, 1877.
- Ein Tag in der Hölle, oder: Ugolino und Roger, Dichtung in 1855 Ges. 1878.
- Raketen und Veilchen, G. 1879.
- Italiänische Sonette, Reiseerinnerungen, 1880.
- Vaterländische Sonette, Städtebilder, 1881.
- Mysteriöse Sonette (in Rätselform), 1881.
- Den Manen Ludwigs II., G. 1886.
- Zypressen, Dr., 1886.
- Märchen für große Kinder, 1891.
- Gelegenheitsgedichte, darunter Rosen und Speerwürfe der Kritik, 1892.
- Lenze! Liebesgeschichte, 1894.
- Neue Sonette, 1896.
- Gesammelte Sonette, 1896.
- Des Königs Brevier, Erzählungen aus dem Zeitalter Friedrichs des Großen, 1897.
- Politische Sonette. Mit einem Anhang, 1898.
- Das Buch der Rätsel, 1899.
- Phantastisches und Wahres, oder „Anti-Modernes“, 1899.
- Das Buch der Rätsel. Neueste Folge 1901.